# Neomochtherus notatus
Neomochtherus notatus är en tvåvingeart som beskrevs av Tsacas 1969. Neomochtherus notatus ingår i släktet Neomochtherus och familjen rovflugor.
Artens utbredningsområde är Kongo. Inga underarter finns listade i Catalogue of Life.